# 용인 대흥 FS
용인 대흥 FS(Yongin Daeheung Futsal Club)는 대한민국 경기도 용인시에 있는 풋살 선수단이다. 참스포츠씨엘키즈가 운영하는 남자 세미프로 풋살단이며, 2009년에 창단되었다.

## 역사
경기도 용인시를 연고로 창단된 전문 풋살 구단으로, 지역 생활체육을 통해 발탁된 선수들도 함께 구성되어있으며 유소년들에게 풋살 전문 선수로써 자질을 키울수 있는 여러 가지 사업을 실시하고 있다.
용인 역시 FK 리그에서 중 하위권을 넘나드는 팀이였으며 2011년 FK컵 준우승이라는 성적을 거둔 이후 좋은 성적을 거두지는 못했다. 그러나 이민용이 풋살 국가대표팀에 꾸준히 발탁되면서 FK리그 팬들에게는 이름이 많이 알려져있다.
그러나 용인은 2016-17시즌 FK 슈퍼리그에 잔류하고도 다음시즌인 2017-18시즌에 역대 최악의 성적을 거두며 2부리그인 FK 드림리그로 강등당했다. 용인이 강등당할 당시의 승률은 매우 낮다.

## 우승기록

### FK컵
- 준우승(1) : 2011

### 역대 시즌 통계
| 시즌    | 순위   |
| ------- | ------ |
| 2009-10 | 불확실 |
| 2010-11 | 4위    |
| 2011-12 | 4위    |
| 2012-13 | 2위    |
| 2013-14 | 불확실 |
| 2014-15 | 불확실 |
| 2015-16 | 불확실 |
| 2016-17 | 불확실 |
| 2017-18 | 6위    |
| 2018-19 | 2위    |

## 주요 선수
- 이민용

## 지도자

### 지도자 명단
| 직위     | 이름   | 비고 |
| -------- | ------ | ---- |
| 감독     | 김성용 |      |
| 코치     | 김영상 |      |
| 트레이너 | 최재필 |      |

### 역대 감독
| 순번 | 취임   | 사임 | 재임시즌 | 이름   | 비고      |
| ---- | ------ | ---- | -------- | ------ | --------- |
| 1대  | 2009년 |      |          | 김성용 | 초대 감독 |

## 참고 문헌
- “스포츠지원포털 등록 현황”. 대한체육회.
- “KFA 통합경기정보 시스템”. 대한축구협회.